# Paul Greengard
Paul Greengard (New York, 11 dicembre 1925 – New York, 13 aprile 2019) è stato un neuroscienziato statunitense, premio Nobel per la medicina nel 2000, insieme a Arvid Carlsson e Eric Kandel, per le scoperte relative al sistema nervoso.

## Biografia
Nato a New York, durante la Seconda Guerra Mondiale, Greengard prestò servizio nella Marina degli Stati Uniti d'America come tecnico elettronico presso il Massachusetts Institute of Technology dove lavorò a un sistema d'allarme contro gli aerei giapponesi. Dopo la guerra iniziò i suoi studi sulle funzioni molecolari e cellulari dei neuroni.
Greengard aveva una sorella modella-attrice, poi giornalista-scrittrice, Chris Chase (1924-2013).